# 初恋サンセット
『初恋サンセット』は、日本のロックバンド、メレンゲの通算4枚目のミニアルバム。

## 概要
- 前作より5ヶ月ぶりのミニアルバム。
- 本作は曲によってプロデューサーを迎えている。

## 収録曲
1. きらめく世界 (4:58)
（作詞・作曲：クボケンジ　編曲：メレンゲ・益子樹）
2. 二つの雨 (4:01)
（作詞・作曲：クボケンジ　編曲：メレンゲ・益子樹）
3. タイムマシーンについて (6:00)
（作詞・作曲：クボケンジ　編曲：メレンゲ・渡辺善太郎）
4. 水槽 (3:17)
（作詞・作曲：クボケンジ　編曲：メレンゲ）
5. 星の屑 (3:53)
（作詞・作曲：クボケンジ　編曲：メレンゲ・青木慶則）
6. 願い事 (5:12)
（作詞・作曲：クボケンジ　編曲：メレンゲ・亀田誠治）
7. 忘れ物 (3:41)
（作詞・作曲：クボケンジ　編曲：メレンゲ）
8. 初恋サンセット (8:33)
（作詞・作曲：クボケンジ　編曲：メレンゲ）